# Savezne Države Mikronezije
Savezne Države Mikronezije su otočna država u Tihom oceanu, sjeveroistočno od Papue Nove Gvineje. Imaju poseban odnos udružene države (associated state) sa Sjedinjenim Američkim Državama. Sastoje se od četiri savezne države:
- Yap
- Chuuk
- Pohnpei
- Kosrae

## Zemljopis
Federativne države Mikronezije sastoje se od otočnih država Yap, Chuuk (Truk), Pohnpei (Ponape) i Kosrae, sve u Karolinskom otočju. Geološki su dijelom vulkanskog porijekla, a dijelom koraljni atoli, smješteni 3.200 milja (5.150 kilometara) zapadno-jugozapadno od Havaja u Tihom oceanu.

## Povijest
Država Mikronezija nastanjena je Mikronežanima (Mikronezijci) i Polinežanima (Polinezijci) i kolonizirana od Španjolaca još u 17. stoljeću. Njemačka ove otoke kupuje od Španjolske 1898., ali su ih 1914. okupirali Japanci. Tijekom Drugog svjetskog rata zauzele su ih američke vojne snage, a Vijeće sigurnosti UN-a 2. travnja 1947. stavlja ih pod svoj protektorat. Putem samoopredjeljenja počinju 1979. kada proglašavaju autonomnu Saveznu Republiku Mikroneziju, koja postaje nezavisna 3. studenoga 1986.

## Etničke grupe
Postoji 13 glavnih etničkih grupa (prema Nations Of The Old World Nations Of The Old World) od kojih većina nema hrvatskih naziva: 
- 1)	Trukci (Aramasen Chuuk) (33.000; Trukese, Chuukese;  Chuukanci;);
- 2)	Kapinga (2.500; Kapingamarangians; u državi Pohnpei. Polinežanska grupa),
- 3)	Kosraeanci (Kusaie, Strong's Island, Ualan, Ualang) (6.100; Kosraeans. Oko 100 u Nauru),
- 4)	Mokilci (1.000. Pripadaju u Ponapeance),
- 5)	Mortločani  (6.700. U državi Yap),
- 6)	Namonuito (1.000),
- 7)	Paafang (1.300),
- 8)	Pingilapci (500. Pripadaju u Ponapeance),
- 9)	Pohnpejci  (Ponape)(25.000; Pohnpeans, Ponapeans),
- 10)	Puluwat (1.400),
- 11)	Ulithianci (Re Ulithi) (3.000; 400 na Guamu. Ulithians. Pripadaju u Trukce),
- 12)	Woleajci (Anangai, Mereyon, Oleai, Olnea, Thirteen Island, Uleai, Weleya)(1.600 u državi Yap; ostali na Sjevernim Marijanima i Guamu. Woleaians. Pripadaju u Trukce),
- 13)	Yapci (Uap) (13.000; Yapese),

Ostale grupe su:
- 14)	Nukuorci (900; Nukuoroans. Polinežanska grupa),
- 15)	Ngatičani (700. Spadaju u Ponapeance),
- 16) Karolinci (Oko 3.000. Carolinians.  Saipan, Pagan, i Agrihan).
- 17) Han Kinezi (600),
- 18) Chamorro (1.300),
- 19) Japanci (1.000),
- 20) Amerikanci (2.000).